# Lago Großer Stadt
El lago Großer Stadt (en alemán: Großer Stadtsee) es un lago situado en el distrito de Llanura Lacustre Mecklemburguesa, en el estado de Mecklemburgo-Pomerania Occidental (Alemania), a una altitud de 43.9 metros; tiene un área de 88 hectáreas.